# 테베의 왕
이 문서는 그리스 로마 신화 속 테베 왕조의 왕 목록이다.

## 테베의 왕 목록
- 카드모스
- 펜테우스
- 폴리도로스
- 닉테우스 (랍다코스의 섭정)
- 리코스 (랍다코스의 섭정)
- 랍다코스
- 리코스
- 암피온과 제토스 (공동 군주)
- 라이오스
- 오이디푸스
- 크레온 (에테오클레스와 폴리네이케스를 위한 섭정)
- 에테오클레스와 폴리네이케스
- 크레온 (라오다마스를 위한 섭정)
- 라오다마스(Λαοδάμας)
- 테르산드로스(Θέρσανδρος)
- 티사메노스
- 아우테시온